# Campi Flegrei
I Campi Flegrei (dal greco antico φλέγω?, phlégō, "brucio", letteralmente "campi ardenti") sono una vasta area di natura vulcanica della città metropolitana di Napoli, attiva da più di 80 000 anni. Abitati sin dall'epoca preistorica e protostorica, furono luogo dell'insediamento delle prime colonie della Magna Grecia nell'VIII secolo a.C., comprese tra gli odierni comuni di Napoli, Bacoli e Pozzuoli. Costituiscono un territorio di rilevanza storica, culturale e geologica.
Avendo avuto in epoca preistorica eruzioni di grandi proporzioni, vengono a volte considerati nel linguaggio comune un supervulcano (termine per il quale però non esiste una definizione scientifica precisa).

## Territorio

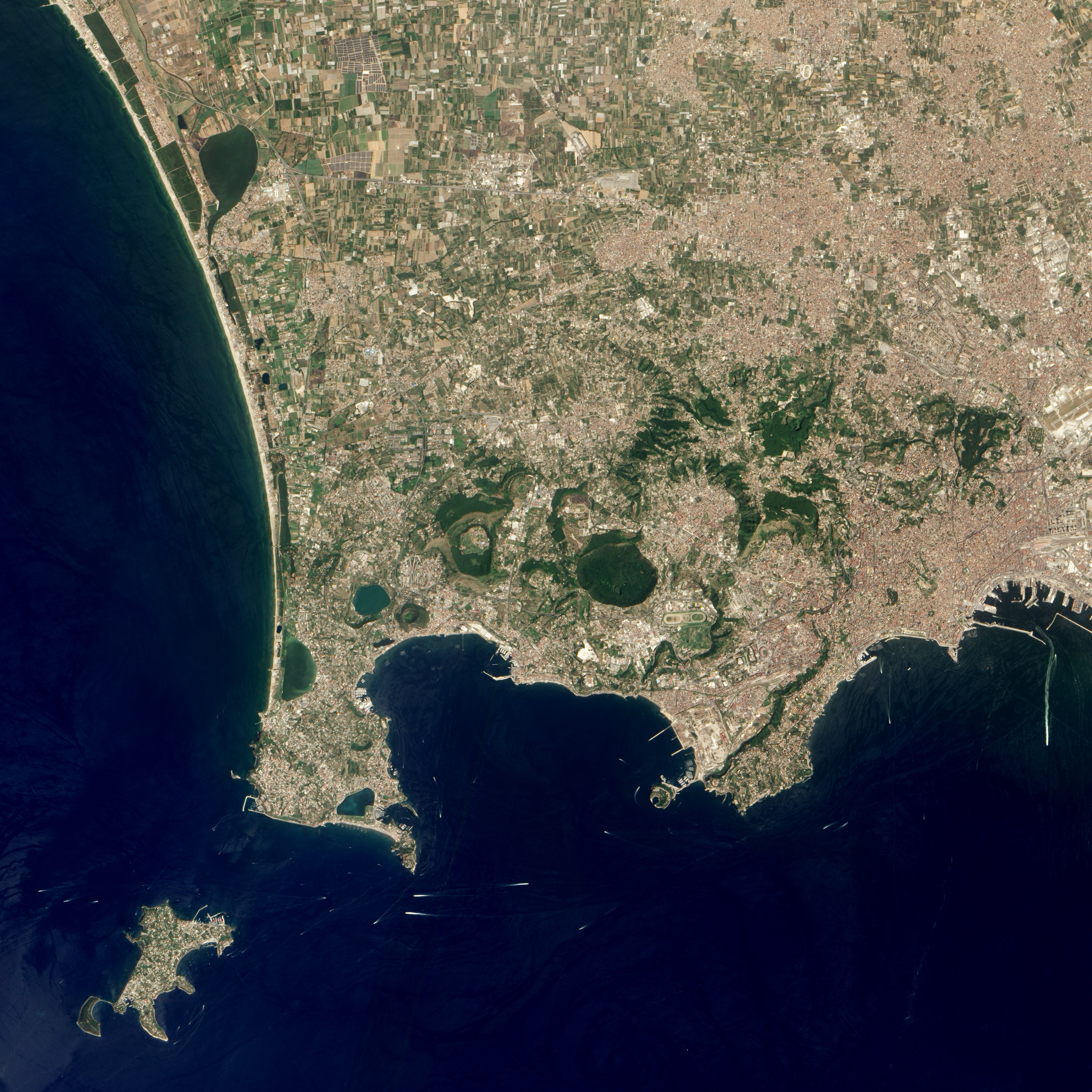
Immagine satellitare dei Campi Flegrei

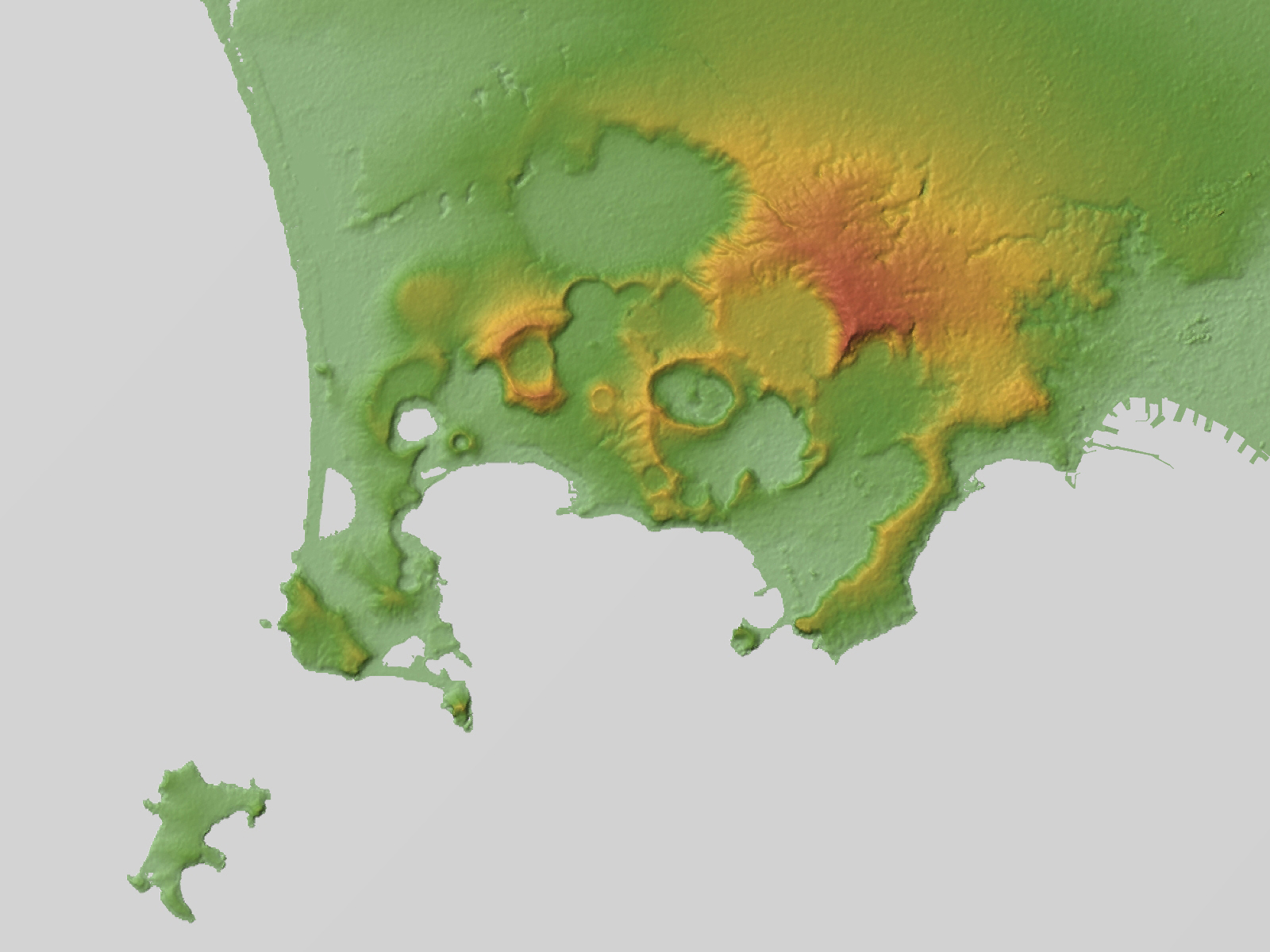
Immagine topografica dei Campi Flegrei

L'area è una grande caldera in stato di quiescenza, con un diametro di 15-18 km, i cui limiti sono dati dalla collina di Posillipo, dalla collina dei Camaldoli, dal monte di Cuma e dal monte di Procida (buona parte della caldera si ritrova anche nel mare). La caldera si è generata a seguito di violente eruzioni, presumibilmente ignimbrite e tufo giallo. L'ultima eruzione definita di Monte Nuovo è avvenuta nel 1538, da allora la caldera è quiescente ma continuano i segnali di attività, in particolare i Campi Flegrei sono caratterizzati da vulcanismo secondario e sono noti per il fenomeno del bradisismo e le crisi recenti.
La caldera è costituita da numerosi crateri e piccoli edifici vulcanici (almeno ventiquattro), alcuni dei quali presentano manifestazioni gassose effusive o idrotermali (Solfatara, Pisciarelli). In tutta la zona sono visibili importanti depositi di origine vulcanica come il Tufo Grigio Campano (o ignimbrite campana) o il tufo giallo. Nella zona sono presenti dei laghi di origine vulcanica (lago d'Averno) e laghi costieri originatisi per sbarramento (lago di Lucrino, lago Fusaro e lago Miseno).
La caldera è in parte sommersa dal golfo di Pozzuoli. L'edificio vulcanico maggiore, la collina dei Camaldoli, è alta 457 m s.l.m.
L'area dei Campi Flegrei è compresa nei comuni di Bacoli, Monte di Procida, Pozzuoli, Quarto, Giugliano in Campania, Marano di Napoli e Napoli. In particolare, i primi quattro comuni citati, che occupano la caldera flegrea, sono quasi completamente flegrei. La frazione flegrea Licola è compresa nel comune di Giugliano in Campania. Marano di Napoli è sulle pendici settentrionali dei Camaldoli e si affaccia in parte sulla caldera. Ricade infine nei Campi Flegrei la zona occidentale del comune di Napoli, con i quartieri di Bagnoli, Fuorigrotta, Soccavo, Pianura all'interno della caldera e i quartieri di Posillipo, Chiaia, Vomero, Arenella, Chiaiano in parte all'interno e a ridosso della caldera.
Fanno parte dell'area flegrea benché non del vulcano Campi Flegrei anche le isole Flegree di Ischia, Procida e Vivara. Esse hanno una storia e cronologia in parte differente, in parte parallela a quella dei vulcani sulla terraferma. Inoltre numerosi altri crateri sono stati individuati nel golfo di Pozzuoli, sprofondati nel mare o disgregati da esso nel corso dei millenni.

## Cultura e paesaggio

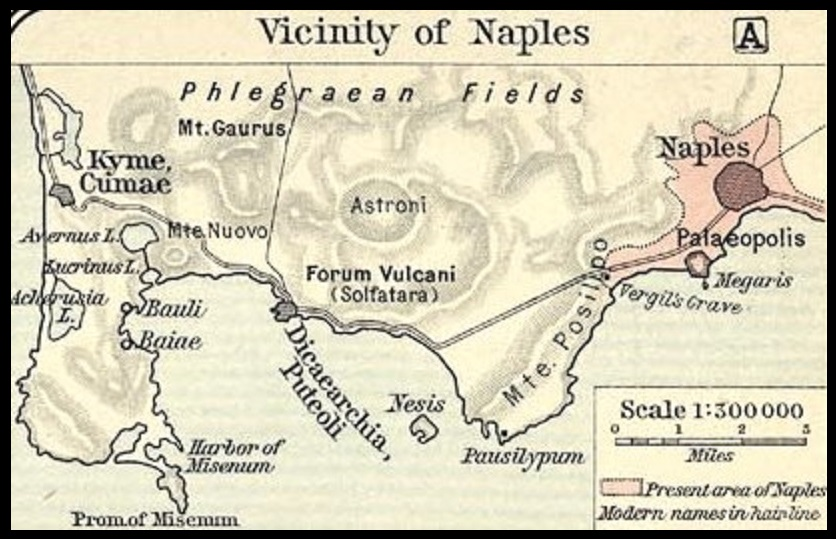
Mappa dei dintorni di Napoli, dallo Historical Atlas di W.R. Shepherd (1911)

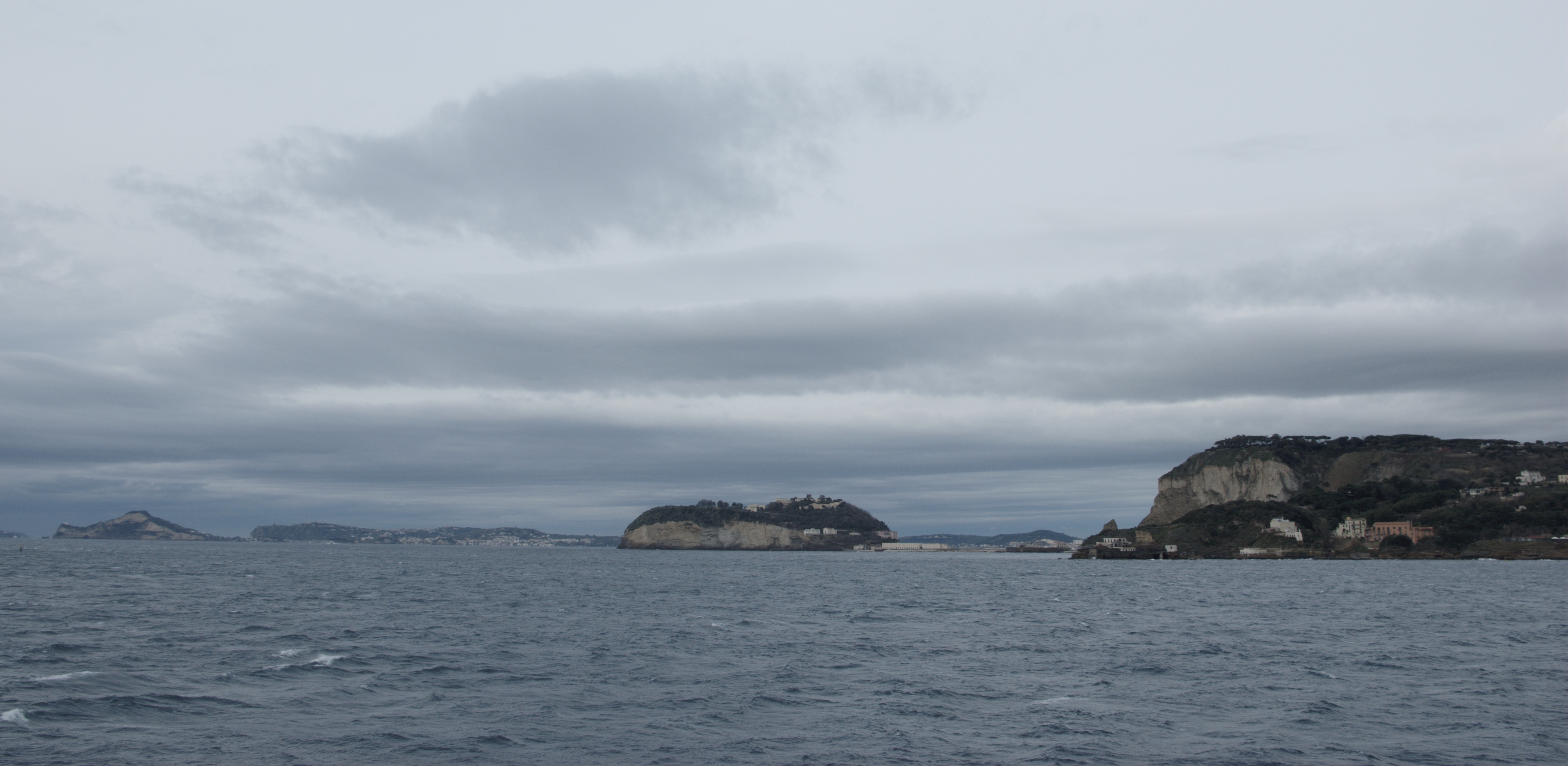
Particolare della costa flegrea

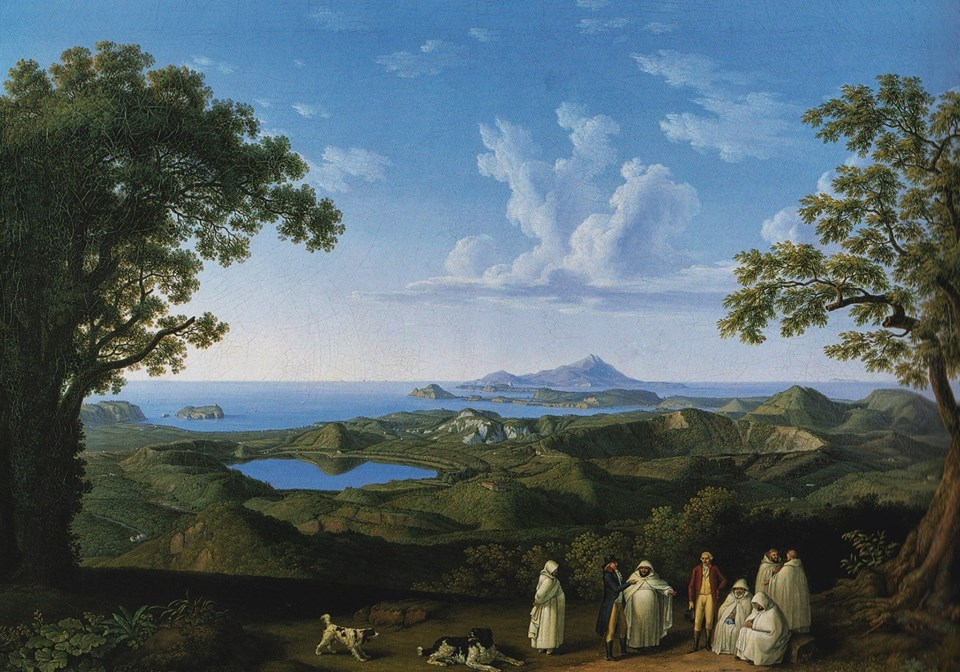
Veduta dei Campi Flegrei nel 1797, olio su tela di Jacob Philipp Hackert

I Campi Flegrei hanno un'enorme importanza storica, paesaggistica e territoriale per numerosi motivi che hanno reso dal XVII secolo al XIX secolo questa parte della Campania meta del Grand Tour, richiamando visitatori da tutt'Europa. Tra questi Goethe che nel suo Viaggio in Italia ne dà ampia descrizione.
Nel 2003, in attuazione della Legge Regionale della Campania n. 33 del 1.9.1993, è stato istituito il Parco regionale dei Campi Flegrei. Zone di importante valore biologico e naturale sono Capo Miseno, il Parco sommerso di Baia, il Monte Nuovo e il Cratere degli Astroni.

### Attività termali
Seppur ridotte rispetto all'epoca antica, ancora numerose sono le sorgenti di acque termali che vi sgorgano.
Oltre alle più famose sorgenti termali disseminate in tutta l'isola di Ischia, sulla terraferma invece molto rinomate sono le Terme di Agnano, a carattere soprattutto terapeutico, le Terme Puteolane e infine a Lucrino frequentatissime per relax e terapie sono le "Stufe di Nerone", dove oltre gli impianti moderni per le immersioni, vi sono le saune che corrispondono agli impianti antichi di epoca romana, e il "Lido Nerone–Lo scoglio", dove è possibile immergersi nelle acque bollenti in apposite vasche situate sulla spiaggia.

### Località di interesse storico e archeologico
La città di Pozzuoli fu il porto di Roma verso l'Oriente fino a quando l'imperatore Traiano non fece costruire il porto artificiale di Ostia. A Pozzuoli vi sono numerosi edifici monumentali di epoca romana, fra cui l'antico mercato (Macellum) chiamato "tempio di Serapide", importante per la nascita della geologia e la misurazione del bradisismo in passato; il tempio di Augusto, trasformato poi in duomo della città e recentemente restaurato, grandi edifici termali, tratti di strade romane, ampie necropoli monumentali (tra cui la necropoli di via Celle), e ben due anfiteatri di cui l'Anfiteatro Flavio è il terzo più grande d'Italia.
Il collegamento dei Campi Flegrei con Napoli avveniva attraverso la Crypta Neapolitana, galleria scavata nella roccia di tufo in epoca romana. All'ingresso della crypta si trova un colombario di epoca imperiale identificato come la tomba del poeta Virgilio.

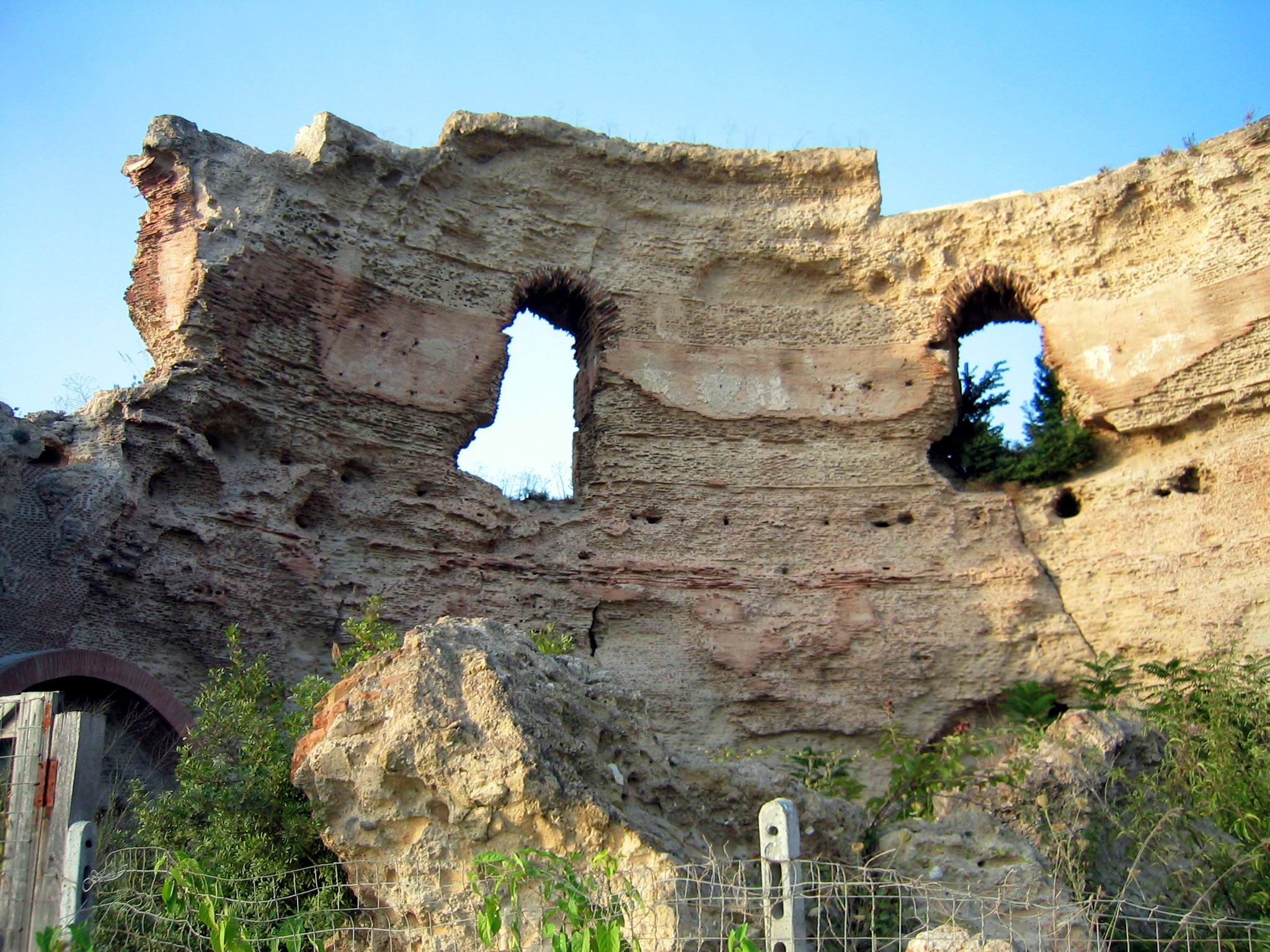
Rovine del "tempio di Apollo" sul lago d'Averno

Il lago d'Averno, che occupa una caldera vulcanica spenta, aveva una vantaggiosa posizione strategica e in epoca romana per un breve periodo fu utilizzato insieme al vicino lago di Lucrino come porto militare dell'antica Roma, base chiamata Portus Julius. Sul lago d'Averno spicca il rudere di una grande sala termale romana chiamata Tempio di Apollo. Una grotta artificiale realizzata in epoca romana veniva erroneamente considerata la grotta della Sibilla Cumana. Altresì la leggenda vuole che questa fosse l'ingresso agli inferi descritto da Virgilio nel sesto libro dell'Eneide in cui si reca l'eroe Enea.

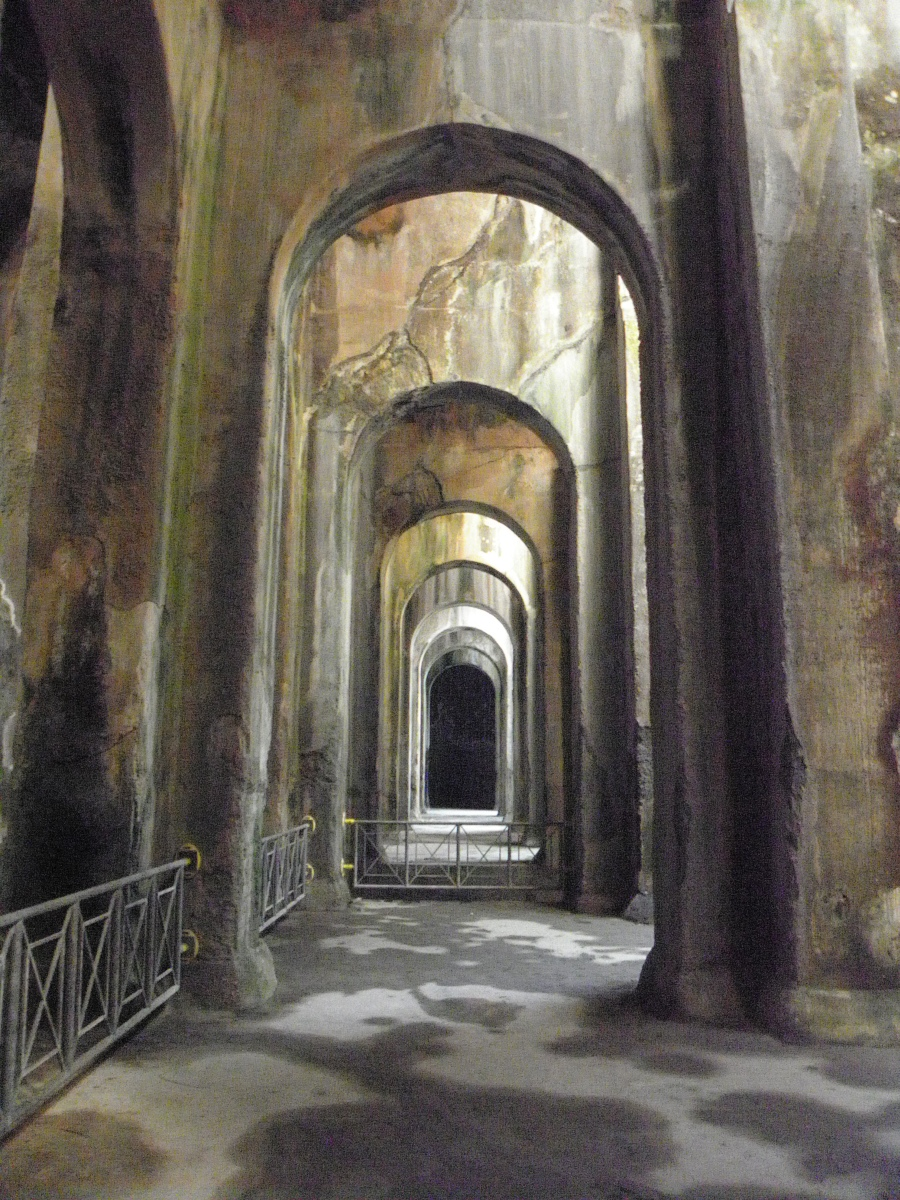
La Piscina Mirabilis a Bacoli

Baia (ricadente nel comune di Bacoli) rappresentava il luogo di soggiorno prediletto dell'aristocrazia romana e di diversi imperatori, che qui venivano a dilettarsi tra mare e otium edificandovi lussuose ville di soggiorno e numerosi impianti termali di cui le sale monumentali ancora oggi vengono impropriamente chiamate "Tempio": spiccano quello di Mercurio, di Venere, di Diana.
A Baia vennero inventate da Sergio Orata le suspensurae per mantenere calde le sale termali, e furono sperimentate in misura ridotta nuove soluzioni architettoniche di cupole, che poi furono applicate a Roma ad esempio nella realizzazione del Pantheon.
Le rovine dei resti dell'antica città di Baia sono ora visitabili presso il complesso archeologico di Baia, mentre attualmente un'importante parte dell'antica Baia è sommersa dal mare a causa del bradisismo: per le numerose presenze archeologiche sottomarine, recentemente il golfo di Baia è stato dichiarato area marina protetta e istituito il Parco sommerso di Baia. Alcuni monumenti particolarmente significativi sono stati oggetto di scavi subacquei: degno di menzione è il Ninfeo di Punta Epitaffio la cui ricostruzione, completa delle sculture marmoree rinvenutevi, è visibile nel Museo Archeologico dei Campi Flegrei situato nel Castello aragonese di Baia.
Sempre all'interno del comune di Bacoli vi è l'antica Misenum, villaggio sorto in epoca romana, sede dell'importante flotta pretoria dell'imperatore. La spiaggia di Miliscola a tutt'oggi conserva nel suo nome il ricordo degli allenamenti che vi svolgevano i marinai romani (militum schola). Dell'antico villaggio militare si è messo in luce il Sacello degli Augustali, splendidamente ricostruito in un'apposita sala del Museo Archeologico dei Campi Flegrei. Tra i monumenti più rappresentativi resta la Piscina mirabilis, la più grande cisterna nota mai costruita dagli antichi romani della capacità di 12600 m³, che riforniva di acqua potabile le navi della marina militare romana che approdavano nel porto di Miseno.
L'attuale frazione di Miseno è posta ai piedi del promontorio di Capo Miseno che rappresenta l'ultima propaggine di terraferma che racchiude il golfo di Pozzuoli, punta estrema del golfo di Napoli.
Tra gli altri monumenti romani si trovano a Bacoli le Cento Camerelle, antica cisterna di un'importante villa di epoca imperiale, e la cosiddetta "Tomba di Agrippina", in realtà parte di un odeion di un'antica villa romana.
Dopo il lago Fusaro vi è l'antica città di Cuma, che è la colonia greca più antica in Magna Grecia, famosa fin dalle origini in quanto sede dell'oracolo ove vaticinava la Sibilla Cumana. Dell'antica città, poco scavata, è visitabile la parte bassa della città di epoca romana, con l'area del Foro e i relativi edifici pubblici, la Crypta Romana, e soprattutto l'acropoli con l'antro della Sibilla e i templi di Apollo e di Zeus. Fa da porta alla città lo splendido Arco Felice, un monumentale arco in laterizi di epoca romana costruito nel taglio che i romani effettuarono nella collina, attraverso il quale l'antica via Domiziana entrava in Cuma.

### Altre località d'interesse storico

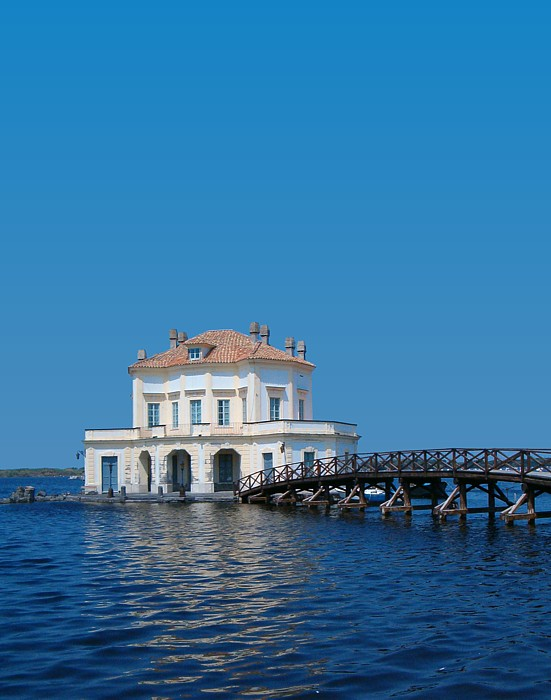
La Casina Vanvitelliana sul lago Fusaro

A nord di Miseno, nel lago Fusaro, su di un isolotto, si trova la graziosa Casina Vanvitelliana fatta costruire nel XVIII secolo dal re Ferdinando IV di Borbone come casina di appoggio alle sue battute di caccia alle folaghe o di pesca sul lago.

### Località vulcaniche

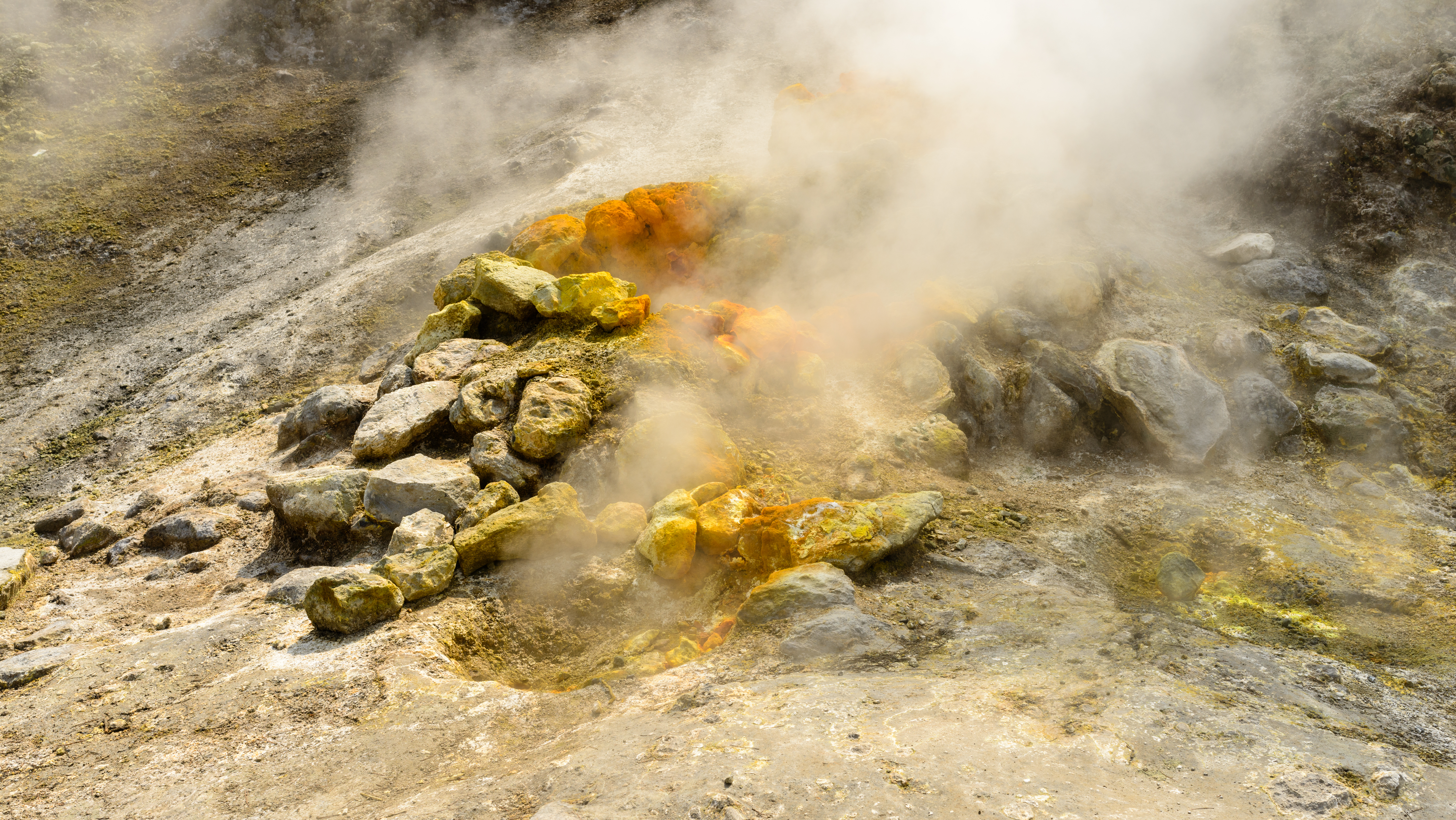
La solfatara di Pozzuoli

A monte di Pozzuoli vi è la solfatara, cratere ancora attivo dove si manifestano potenti fumarole che erompono i loro vapori sulfurei a oltre 160 °C, mentre in una depressione centrale della caldera si può osservare del fango che bolle a 140 °C. Nel vulcano vennero girati alcuni famosi film di Totò, tra cui Totò all'inferno e 47 morto che parla, nonché le sequenze "vulcaniche" nel film dei Pink Floyd Pink Floyd: Live at Pompeii.
Poco distante da Pozzuoli, verso occidente, in riva al lago Lucrino, nel 1538 è sorto il Monte Nuovo, il vulcano più recente d'Europa, oggi oasi naturalistica.

## Elenco dei vulcani

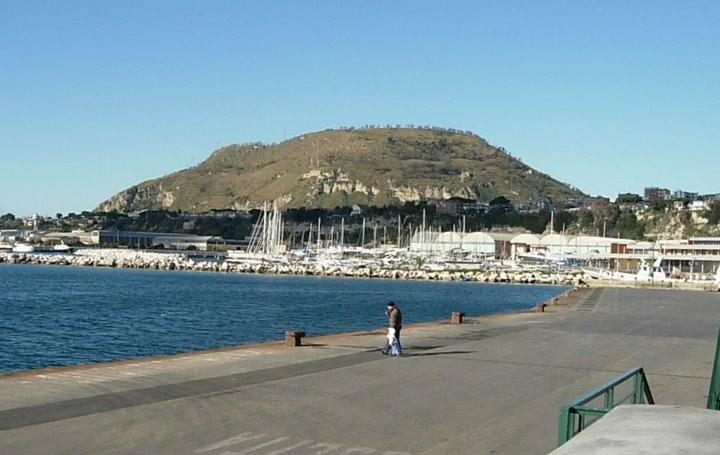
Massiccio tufaceo del Monte Gauro e lungo la costa l'altipiano della Starza (veduta da Pozzuoli)

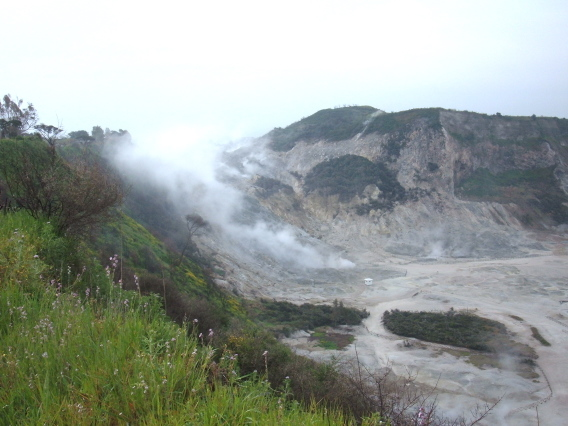
La solfatara di Pozzuoli

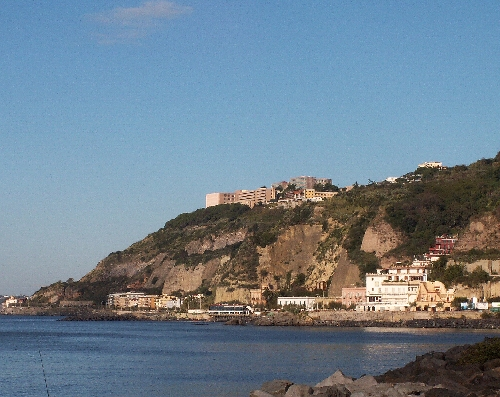
Colata lavica (duomo trachitico) della solfatara su cui è situata l'Accademia Aeronautica

Di seguito un elenco delle principali eruzioni, dei crateri spenti, dei vulcani e delle zone ancora attive, e dei picchi più facilmente riconoscibili nella morfologia dei luoghi, elencati in ordine cronologico di formazione.
- Datazione dai 35 000 ai 10 500 anni fa:
  - Posillipo – Collina dei Camaldoli – Monti San Severino – Monte di Cuma (parte tufacea) – Monte di Procida
  - Capo Miseno (Bacoli)
  - Bacoli e Punta Pennata (Bacoli)
  - Monte Gauro (Pozzuoli)
  - Quarto
- Datazione dai 10 500 agli 8 000 anni fa:
  - Isola di Nisida (Napoli)
  - Montagna Spaccata (Quarto Flegreo)
  - Fondi di Baia e Golfo di Baia (Bacoli) [8 400 anni fa]
- Datazione dagli 8 000 ai 500 anni fa:
  - La Starza (Pozzuoli)
  - Monte Cigliano (Pozzuoli)
  - Agnano (Napoli) [4 400 anni fa]
  - Monte Olibano (Pozzuoli) duomo trachitico dell'Accademia Aeronautica [4 800 anni fa]
  - Monte Spina (Napoli) [4 100 anni fa]
  - Solfatara (Pozzuoli) [3 900 anni fa]
  - Lago d'Averno (Pozzuoli) [3 800 anni fa]
  - Cratere degli Astroni (Napoli) [3 700 anni fa]
  - Cratere Senga [3 700 anni fa]
  - Monte Nuovo (Pozzuoli) [1538 d.C.]
- Isole (da precisare)
  - Monte Epomeo (Isola d'Ischia)
  - Isolotto di San Martino (Monte di Procida)
  - Nisida
  - Procida (diversi crateri: Chiaia, Carbonchio, Pozzovecchio)
  - Isola di Vivara
  - Golfo di Genito — tra Procida e Vivara
- Piane indifferenziate:
  - Bagnoli (Napoli)
  - Fuorigrotta (Napoli)
  - Pianura (Napoli)
  - Soccavo (Napoli)

## Storia e struttura geologica

### Fasi geologiche
Nei Campi Flegrei si riconoscono e distinguono tre periodi o fasi geologiche:
- primo periodo flegreo: risale a 42 000–35 000 anni fa; è caratterizzato da banchi in piperno e tufi grigi pipernoidi, riconoscibili nella collina dei Camaldoli, come nella dorsale settentrionale e occidentale del monte di Cuma; altri prodotti a esso riferibili sono quelli profondi di Monte di Procida, riconoscibili negli strapiombi della sua costa. Per questo periodo si parla anche del vulcano Archiflegreo la cui attività vulcanica esplosiva raggiunse l'apice con l'esplosione che disseminò in buona parte della regione Campania l'ignimbrite campana e che si pensava avesse portato allo sprofondamento della caldera (39 000 anni fa).[13] [14]L'eruzione, di magnitudo 7.7-7.8,[15] ha devastato la Campania e parte del Sud Italia, ma l'impatto è stato globale;[16]
- secondo periodo flegreo: databile fra i 35 000–10 500 anni fa; proprio 35 000 anni fa avvenne la maggiore eruzione della storia che si è caratterizzata per l'esteso deposito di tufo che ricopre l'intera piana campana per un'area di oltre 10 000 chilometri quadrati;[17] circa 15 000 anni fa si verificò un altro evento catastrofico quando nei vulcani si formò un quantitativo di pomici e ceneri a causa della frammentazione di 40 chilometri di magma, il cui prodotto fu il tufo giallo che costituisce i resti di un immenso vulcano subacqueo (avente un diametro di circa 15 km e Pozzuoli al suo centro), il cui cratere residuo è formato dalla collina di Posillipo, dalla collina dei Camaldoli, dalla dorsale settentrionale di Quarto, dai monti di Licola-S.Severino, dal dicco del monte di Cuma, e da Monte di Procida. All'interno di questo cratere si erge ancora il massiccio tufaceo del monte Gauro che si colloca tra Pozzuoli e l'Averno.[18][19]
- terzo periodo flegreo: datato dagli 8 000 anni fa fino ad oggi; è caratterizzato dalla pozzolana bianca che costituisce il materiale di cui è formata la maggior parte dei vulcani che formano i Campi Flegrei. Essi si sono collocati tutti all'interno del cratere primordiale del Secondo Periodo Flegreo; a grandi linee si può dire: con un'attività iniziale a sud-ovest nella zona di Bacoli e di Baia (10 000–8 000 anni fa); un'attività intermedia in area centrale, zona tra Pozzuoli, Montagna Spaccata e Agnano (8 000–3 900 anni fa); e infine un'attività più recente spostatasi nuovamente verso occidente a formare l'Averno e il monte Nuovo (3 800–500 anni fa), un piccolo cono vulcanico alto 133 metri vicino al lago di Lucrino nel comune di Pozzuoli.[20] L'ultima eruzione è stata quella del Monte Nuovo nel 1538[21] dopo un periodo di quiescenza durato circa 3 000 anni ed è tra le eruzioni di minore intensità avvenute ai Campi Flegrei.
- storia recente: dal 1970 al 1972 il bradisismo ha provocato un episodio di sollevamento del suolo di circa 170 centimetri nel porto di Pozzuoli, e dal 1982 al 1984 si è verificata una seconda risalita del suolo che portò il sollevamento delle banchine all'altezza di circa 3 metri; dalla fine del 1984 si è verificata una fase discendente, conclusasi nel 2005; da allora è di nuovo in atto un progressivo innalzamento. È da notare come nel biennio 1982-1984 siano stati rilevati circa 10 000 terremoti, qualche centinaio avvertiti anche dalla popolazione.[17] Nel 2012, è stato pianificato il Campi Flegrei Deep Drilling Project (CFDDP), nell'ambito del programma scientifico internazionale di perforazioni continentali denominato ICDP (International Continental Scientific Drilling Program): il CFDDP prevede la realizzazione di un pozzo di 3,5 km a Bagnoli, a ridosso della collina di Posillipo, con l'intenzione di monitorare la camera magmatica sottostante e studiare la stratigrafia della locale crosta terrestre.[22] Il foro iniziale, profondo 501 metri nel 2016, ha permesso di ricostruire la stratigrafia accumulatasi in 47 000 anni e di rivelare l'evoluzione dell'attività eruttiva nello stesso periodo.[22] Ha permesso, inoltre, di individuare limiti più stringenti all'estensione della caldera, il cui margine orientale, ad esempio, si è potuto restringere fino in corrispondenza della collina di Posillipo, escludendo quindi una possibile estensione fino alla parte centrale della città di Napoli, come si temeva in precedenza.[22] Uno scritto del 2013 di vulcanologi dell'Istituto nazionale di geofisica e vulcanologia (INGV) ha attribuito il rapido innalzamento del terreno tra il 2012 e il 2013 ad un accumulo di magma situato a 3 km di profondità, 500 metri a sud del porto di Pozzuoli.[23] Nel dicembre del 2016, l'intensa attività vulcanica nella zona allarmò la comunità scientifica in vista di una possibile eruzione.[24] Nel maggio del 2017, uno studio condotto dall'University College di Londra e dall'Osservatorio Vesuviano affermò che la caldera dei Campi Flegrei fosse più vicina all'eruzione rispetto a quanto si pensasse.[25] Nel loro bollettino settimanale a partire dal 6 aprile 2021, INGV riferisce che il tiltmeter GPS RITE ha un tasso medio di sollevamento di 13±2 mm al mese.[26] Il terremoto più forte dal 29 marzo ha avuto magnitudo di 2,2 e la stazione GPS RITE ha misurato 72,5 cm di sollevamento da gennaio 2011.[27][28] Poiché l'attività sismica si manifesta fino a tre chilometri di profondità, la magnitudo attesa dei terremoti si attesta intorno all'ordine dei 4.4-4.5 gradi. La caldera del vulcano è larga circa 10-12 km di diametro e ciò induce a pensare che terremoti abbiano un carattere locale e che difficilmente si propaghino a distanze maggiori.[29]
- fenomeno in corso: Nel 2005 si assiste a un nuovo sollevamento bradisismico[30] che è tuttora in atto (giugno 2025). Il sollevamento è accompagnato da sciami sismici che sono divenuti più frequenti a partire dal 2023. Gli eventi recenti di maggiore intensità si sono verificati il 27 settembre e il 2 ottobre 2024 (magnitudo 4.2 e 4.0) ed il 13 marzo 2025 (magnitudo 4.6). A seguito dell'evento del 20 maggio 2024 è stata disposta la mobilitazione straordinaria del Servizio nazionale di protezione civile, con Decreto del Ministro per la protezione civile e le politiche del mare del 30 maggio 2024, Lo stato di mobilitazione è stato dichiarato concluso il 10 luglio 2024 con un nuovo Decreto ministeriale tuttavia, a seguito dell'evento del 13 marzo 2025 esso è stato nuovamente stabilito con Decreto del Ministro per la protezione civile e le politiche del mare del 13 marzo 2025[31].

## Mineralogia
Nella zona dei Campi Flegrei sono stati rinvenuti diversi minerali; i più rilevanti, per i quali è definita località tipo, sono:
- Dimorfite
- Marialite
- Misenite
- Voltaite

## Rischio vulcanico
I Campi Flegrei costituiscono un'area a rischio vulcanico e sismico, sottoposta a costante sorveglianza dell'Osservatorio Vesuviano.

### Livelli di allerta e stato di attività del vulcano
I livelli di allerta per i Campi Flegrei descrivono lo stato di attività del vulcano e scandiscono il tempo che precede una possibile ripresa dell’attività eruttiva. Le conseguenti azioni che devono essere intraprese dal Servizio Nazionale della Protezione Civile sono definite nelle fasi operative (attenzione, preallarme e allarme) previste nelle pianificazioni di protezione civile. Le fasi di preallarme e allarme sono dichiarate dal Presidente del Consiglio dei Ministri.
I livelli di allerta sono quattro: verde (normale attività del vulcano), giallo (attenzione), arancione (preallarme) e rosso (allarme).
Dal 2012 il livello di allerta per i Campi Flegrei è giallo e la fase operativa adottata è di “attenzione”.